# Incidente de OVNI de Mariana
O Incidente de OVNI de Mariana ocorreu em agosto de 1950 em Great Falls, Montana. Nick Mariana e sua assistente alegaram terem visto OVNIs em um estádio de beisebol. Acredita-se que a filmagem do avistamento está entre as primeiras filmagens do que veio a ser chamado de objeto voador não identificado, e que foi investigado pela força aérea dos EUA. A força aérea investigou a filmagem, mas o resultado foi inconclusivo.

## O incidente
Às 11:25 de 15 de agosto de 1950, Nick Mariana, um gerente geral de uma equipe de beisebol local, e sua secretária de dezenove anos, Virginia Raunig, estavam inspecionando o campo de beisebol local depois de um jogo, quando um clarão brilhante chamou a atenção de Mariana e, de acordo com seu relato, viu dois objetos prateados brilhantes, girando enquanto voava sobre grande altitude a uma velocidade que ele estimava ser de 300 a 600 quilômetros por hora. Ele acreditava que os objetos mediam cerca de 50 metros de largura e 150 metros de tamanho, cada. Mariana correu para seu carro para pegar sua câmera e filmou os OVNIs por dezesseis segundos. A câmera poderia filmar os objetos em cores, mas não podia gravar o som. Raunig também testemunhou os objetos. No dia após o avistamento de Mariana, The Great Falls Tribune, um jornal diário da cidade, descreveu seu avistamento e a filmagem em um artigo, amplamente divulgado nacionalmente. Durante várias semanas após o avistamento, Mariana mostrou sua filmagem a grupos comunitários locais.

## Investigação da força aérea

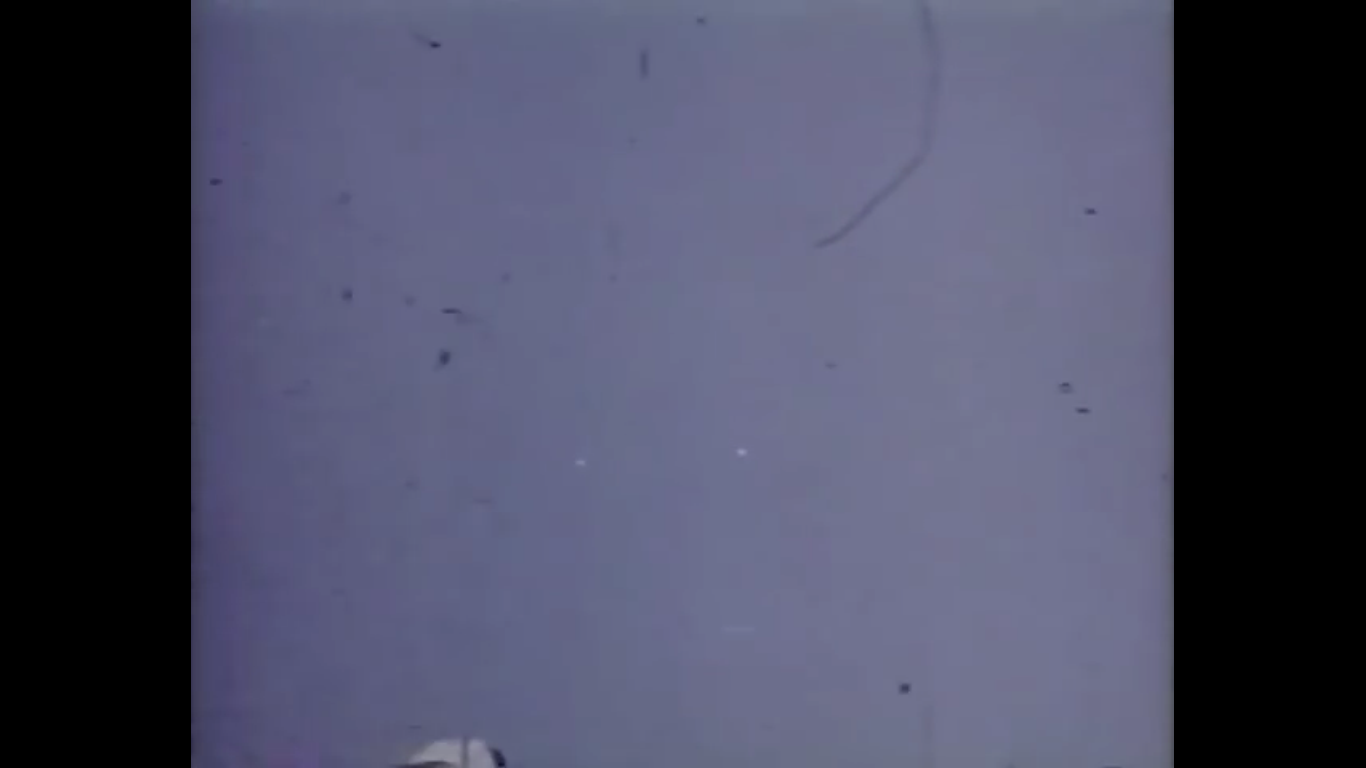
Filme de Mariana

Após ver o vídeo, um repórter para a Tribuna de Great Falls contatou a Base Aérea Wright-Patterson em Ohio e informou-lhes sobre o avistamento e sobre a filmagem de Mariana. O capitão da força aérea americana John P. Brynildsen entrevistou Mariana. Quando Mariana e Raunig disseram-lhe que tinham visto dois caças passarem sobre o estádio de beisebol logo após o avistamento, Brynildsen pensou que talvez os jatos fossem os objetos que Mariana avistou e capturou em filme. Com a permissão de Mariana, o Capitão Brynildsen enviou o filme para a Base Aérea Wright-Patterson para análise. Ele disse a um repórter de Great Falls que tinha pegado cerca de oito metros de rolo do filme. No entanto, em sua mensagem para a Base Aérea Wright-Patterson, ele disse que estava enviando cerca de quinze metros de rolo de filme a base para estudo. De acordo com o ufólogo Jerome Clark, essa discrepância nunca foi esclarecida.
Na base aérea o filme foi brevemente examinado, sendo a conclusão de que os OVNIs eram na verdade dois caças F-94 conhecidos por voarem a grandes velocidades a época do avistamento de Mariana. O Tenente-Coronel Ray W. Taylor devolveu o filme a Mariana com uma carta indicando que "nossos foto analistas não conseguiram encontrar nada de natureza incomum". No entanto, de acordo com o oficial da força aérea Edward J. Ruppelt, que se tornaria o supervisor da força aérea do projeto Blue Book, "em 1950 não houve interesse [da força aérea] no OVNI, então depois de uma rápida visualização, eles determinaram que aquilo seria um reflexo de dois caças F-94 que estavam na área". A controvérsia logo surgiu quando Mariana alegou que os primeiros 35 quadros de seu filme que claramente mostravam que os OVNIs eram discos voadores estavam faltando. Pessoas da área de Great Falls que tinham visto o filme de Mariana apoiaram suas reivindicações, eles alegaram que os quadros desaparecidos mostravam claramente os OVNIs como discos voadores, metálicos com um "entalhe ou fita" ao longo de suas bordas externas.  O pessoal da força aérea negou esta acusação, e insistiu que eles tinham removido apenas um único quadro de filme que foi danificado na análise.

## Processo
Em janeiro de 1951, Bob Considine, um escritor e cético, escreveu um artigo para a revista Cosmopolitan. Intitulado de "a farsa do disco voador vergonhoso", o artigo tentava desmascarar os avistamentos de OVNIs mais famosos até essa data, incluindo o avistamento e o filme de Mariana. Alegando que o artigo de Considine dizia que ele era "um mentiroso, brincalhão e fanático", Mariana apresentou um processo por calúnia contra Considine. O processo foi recusado em setembro de 1955.

## Estudos posteriores
Em julho de 1952, o Capitão Ruppelt convenceu Mariana a deixar a força aérea ver o filme novamente para uma análise mais detalhada. Mariana concordou relutantemente, mas só depois de exigir a força aérea a assinar um acordo de que não iria remover quaisquer quadros do seu filme. Os analistas de filmes da Base aérea Wright-Patterson concluíram que os objetos no filme de Mariana não eram "pássaros, balões ou meteoros". A conclusão original de que os objetos eram reflexos dos jatos F-94 também foi excluída. De acordo com Ruppelt "os dois jatos não estavam perto de onde os OVNIs tinham sido avistados...". Em janeiro de 1953, a força aérea e a CIA convocaram um Comitê de cientistas proeminentes para examinar os "melhores" casos coletados pelo projeto Blue Book, chamado de Panel Robertson, após o seu Presidente, o físico HP Robertson, ter visto o filme de Mariana. Os cientistas disseram que os objetos no filme eram "reflexos de aeronaves conhecidas na aérea".

## Análise de Baker
Em 1954 uma produtora decidiu filmar um documentário sobre o fenômeno OVNI. Eles pediram a Nick Mariana o direito de usar seu filme no documentário, e Mariana concordou. Para analisar o filme, eles contrataram Robert M.L. Baker, Jr., um cientista e engenheiro da empresa Douglas Aircraft. Baker completou sua análise do filme de Mariana no início de 1956. Ele concluiu que a explicação de que os objetos eram simplesmente reflexões dos jatos F-94 não tinha fundamento.
Em 1968, Baker palestrante perante uma audiência do Congresso sobre OVNIs. Ele comentou sobre sua análise do filme de Mariana: "a análise preliminar excluiu a maioria dos fenômenos naturais. Após cerca de 18 meses de estudo bastante detalhado, embora não contínuo, usando vários equipamentos avançados, bem como a análise de um experimento fotogramétrico, parecia que nenhum dessas explicações envolvendo fenômenos naturais tinham mérito".
Em 1969 Baker apresentou uma folha no AAAS UFO panel organizado por Thornton Page e Carl Sagan. O papel discutia o filme de Mariana, bem como outros filmes e fotografias de OVNIs. Baker concluiu que o filme de Mariana não era identificável. Ele enfatizou a importância de melhorar a qualidade dos dados fotográficos antes de especular sobre a natureza dos OVNIs.

## Relatório Condon
Em 1966 o governo dos Estados Unidos estabeleceu e financiou um estudo do fenômeno OVNI. Localizado na Universidade do Colorado em Boulder, e presidido pelo doutor Edward U. Condon, um físico nuclear, os investigadores do Comitê decidiram "reinvestigar" o filme do OVNI de Mariana. O Comitê de Condon atribuiu a dois investigadores a estudarem o caso: Dr. Roy Craig, um físico que era geralmente cético em relação aos OVNIs, e Dr. David Saunders, um psicólogo que há muito se interessou pelo incidente do OVNI de Mariana.
Saunders e Craig logo tiveram um problema para o caso: eles não tinham certeza se o filme tinha sido feito em 05 de agosto ou 15 de agosto de 1950. Depois de entrevistar Mariana, os dois pesquisadores chegaram a diferentes conclusões sobre o filme. Craig permaneceu cético sobre as alegações de Mariana de que 35 quadros tinham sido removidos da filmagem: "o comentário que considerei mais significativo, que a ex-secretária do Sr. Mariana fez para mim durante uma entrevista telefônica... quando eu pressionei para obter informações ou crenças sobre o recorte de quadros do filme pela força aérea, a resposta foi de que "o que você tem que lembrar em tudo isso é que Nick Mariana é um promotor de eventos". Esse comentário foi adequado para encerrar a nossa conversa", completou Craig. No entanto, David Saunders que o filme de Mariana era um caso crucial. Impressionado com a análise de Baker, Saunders suspeitava da discrepância sobre os quadros que faltavam no início do filme de Mariana. Ele estava particularmente preocupado com relatos de que os primeiros três segundos do filme que estavam faltando claramente indicavam que os objetos eram discos giratórios. "O filme de Mariana foi o único avistamento de todos os tempos que fez mais do que qualquer outro caso para me convencer do problema do fenômeno OVNI", concluiu Saunders.
Dr. William Hartmann, um astrônomo da Universidade do Arizona, analisou o filme de Mariana para o relatório Condon. Sua conclusão era a de que "as investigações passadas deixaram aviões como a hipótese principal. Os dados em questão indicam que, dificilmente os OVNIs poderiam ser aviões, mas a possibilidade, no entanto, não pode ser totalmente excluída.", concluiu Hartmann.

## Atualidade
Cópias do filme de Mariana se encontram atualmente nos arquivos nacionais dos EUA. Ainda é destaque em documentários, programas de televisão, e na Internet. O filme continua a ser debatido. Desde o avistamento de Mariana, mais de 100 avistamentos de OVNIs foram feitos em Great Falls, Montana, tornando-o um dos locais mais ativos de avistamentos de OVNIs na América do Norte. Em 2008, o time de beisebol que Mariana trabalhava foi rebatizado de The Great Falls Voyagers em homenagem ao incidente.